# Ибресинский этнографический музей
Ибре́синский этнографи́ческий музе́й под откры́тым не́бом (чув. Йĕпреçри этнографи музейĕ) — музей-этнопарк в Чувашской Республике (посёлок Ибреси). Административно значится как филиал Чувашского национального музея.

## История
Основан по инициативе П. М. Ермошкина, работавшего тогда председателем Ибресинского районного исполкома, создавался усилиями энтузиастов на общественных началах.
Открыт 24 июня 1980 года, в 1986 году получил статус филиала Чувашского республиканского краеведческого музея (ныне — Национальный музей Чувашской Республики). В музее собрано более 6000 подлинных музейных предметов (2019). Общая площадь музея: 1,5 га.

## Состав музейного комплекса
- Архитектурные строения чувашей:
  - крестьянские усадьбы конца XIX — начала XX в., и 1930-х гг. с постройками (в том числе пивоварня);
  - крестьянская усадьба середины XIX века (в музее представлена курной избой (чув. хура́ пÿрт) и хозяйственными постройками);
  - ветряная мельница, переданная музею из деревни Новое Климово (построена в конце XIX века);
  - 2-х этажный амбар, перевезённый из села Хормалы Ибресинского района;
  - колодец «журавль»;
- Этнографический зал с предметами народного декоративно-прикладного искусства, чувашского национального костюма, утвари, орудий труда, интерьеры чувашской избы середины XX века с традиционными ремесленными занятиями;
- Гончарные изделия Ибресинской артели 1940—1950 гг.
- Этнографический отдел, в котором экспонированы орудия быта и труда, одежда разных времен и эпох, предметы ткачества, рукоделия, народного творчества. В отделе также представлена коллекция предметов, изготовленных путём резьбы по дереву, вышивки, вязания; а также коллекция национальной повседневной, праздничной и обрядовой одежды, украшений.
- Картинная галерея, включающая более 300 работ художников Чувашии. В музее собран богатый материал об участниках Великой Отечественной войны, об истории Ибресинской лётной школы, где в 1940-х гг. учился летать легендарный лётчик А. П. Маресьев.

На территории музея имеется водоём, предметы бортничества XVIII—XX вв. На территории музея проводятся фольклорные праздники, тематические вечера, встречи со знаменитыми людьми Ибресинского района.